# Joel Marques
João Miguel Marques de Medeiros, mais conhecido Joel Marques (Lagoa Vermelha, 1 de outubro de 1952), é um cantor e compositor brasileiro.  
Conhecido por compor sucessos da música sertaneja, entre eles, um dos principais destaques é "Não Aprendi a Dizer Adeus", gravada por Juliano Cezar e mais tarde por Leandro & Leonardo, sendo essa última versão a que teve o maior desempenho. Também é compositor de "No Dia Em Que Eu Saí de Casa" gravada por Zezé di Camargo & Luciano. 
Conta com mais de 1300 músicas, das quais quase 1000 já foram gravadas.

## Carreira
Foi influenciado pela musicalidade do seu pai, que tocava acordeom. Com o pai, começou a tocar nos bailes e festas da cidade. Mais tarde, aprendeu a tocar violão, arranjou um parceiro e depois entrou numa banda.
Chegou a ser calouro do programa do Chacrinha.
Na década de 1970 foi contratado para gravar seu primeiro disco. Joel tinha oito músicas de sua autoria nessa época. O disco acabou ficando na gravadora e não saiu nem para as lojas de discos.
Na década de 1980, conheceu Chitãozinho & Xororó, que gravou sua música "Pés Descalços", e depois, "Não Desligue o Rádio".